# Visseuse

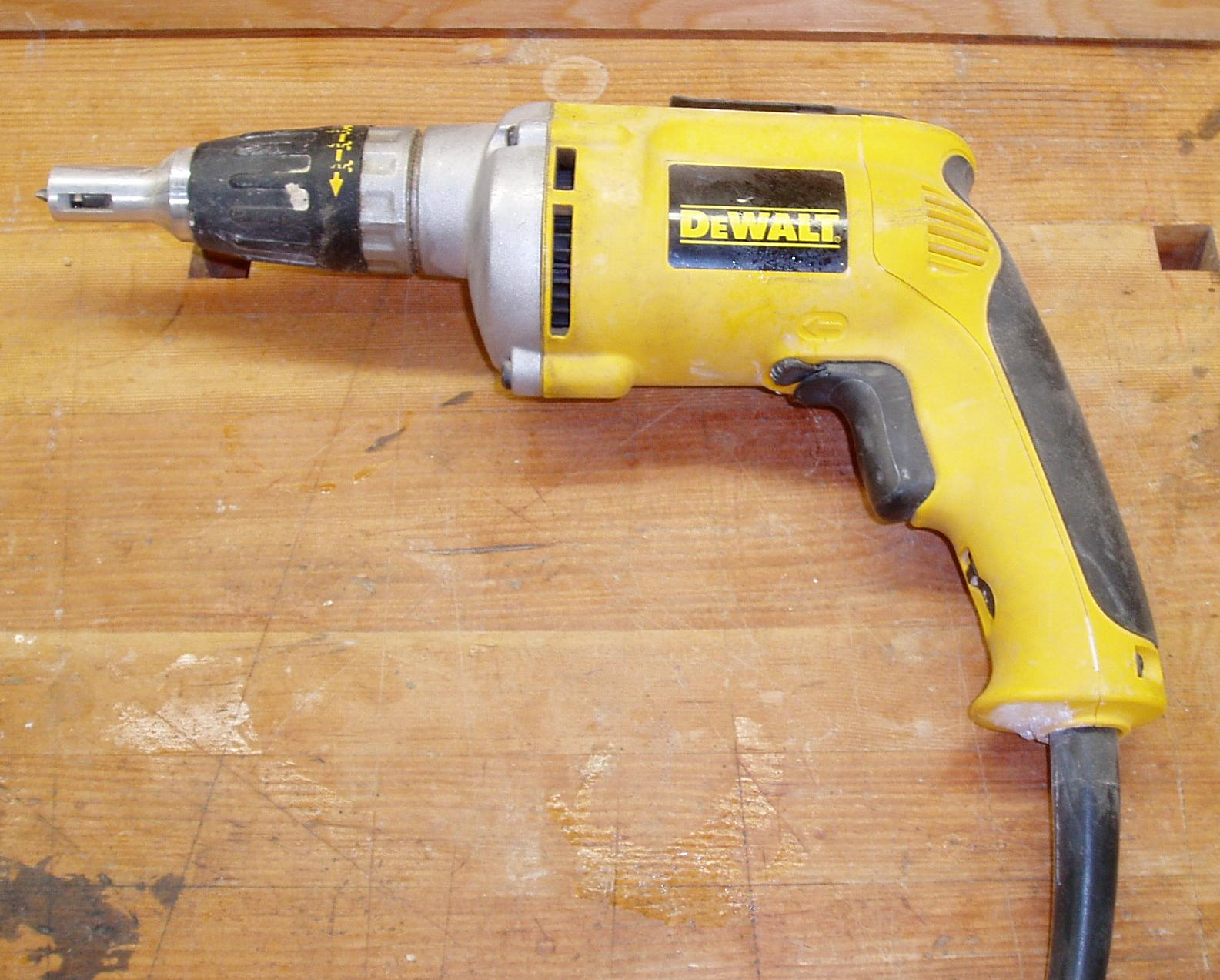
Une visseuse électrique.

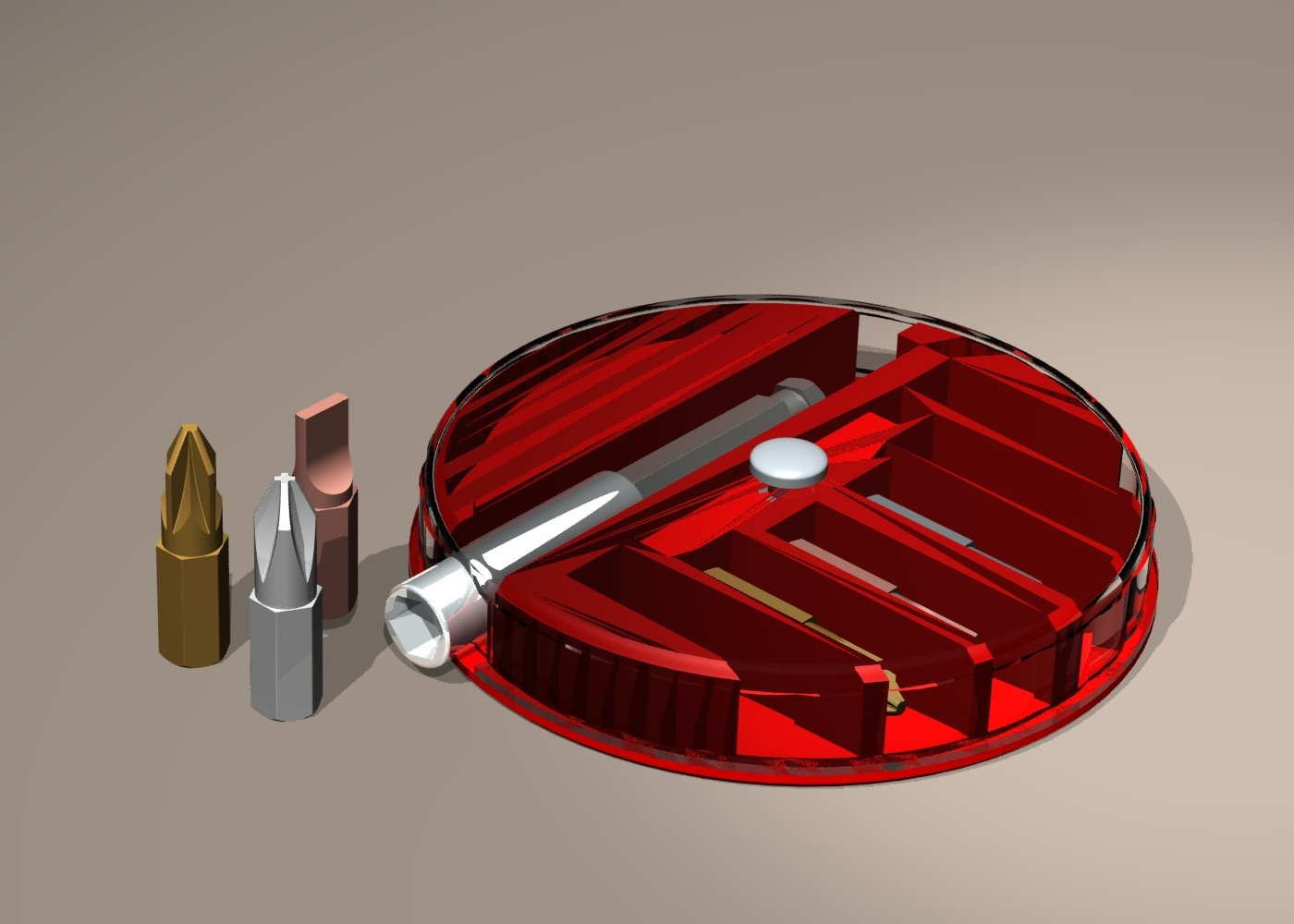
Embouts adaptables sur une visseuse via un porte-outil. L'ensemble est souvent présenté dans un coffret.

Une visseuse ou tournevis (électrique) est une machine-outil qui permet de visser et dévisser, assisté par un moteur (électrique), se basant sur le même principe que la perceuse, et possédant un limiteur de couple.

## Histoire
La création de la première visseuse électrique est revendiquée en 1922 par Black & Decker et en 1925 par l'entreprise allemande C. & E. Fein, en s’inspirant du fonctionnement de la perceuse. Cet outil qui permet de visser et dévisser tous types de vis et boulons se distingue de la perceuse par sa capacité à tourner dans les deux sens, mais aussi par la limitation du couple disponible sur la broche, soit par limitation du courant, soit par un dispositif d'embrayage. Elle peut être utilisée pour réaliser certains perçages. Le limiteur de couple peut permettre par exemple d'éviter des éclatements de bois.
D'un poids de 30 kg à sa création, elle pèse aujourd'hui moins de 3 kg pour les modèles les plus récents. Les visseuses récentes sont en général « sans fil » et fonctionnent grâce à une batterie rechargeable. La plupart disposent également d'un éclairage à LED, facilitant le vissage dans les endroits sombres.
Il existe aussi un certain nombre de modèles de visseuses à tête orientable, permettant de visser avec plus d'aisance les parties exiguës d'un meuble.
Il existe pareillement des versions pneumatiques fonctionnant à l'aide d'un compresseur.